# 金基洙 (ボクサー)
金基洙（キム・キス、김기수、Kim Ki-Soo、1939年9月17日 - 1997年6月10日）は韓国の元プロボクサー。咸鏡南道北青郡出身。元WBA・WBC世界スーパーウェルター級統一王者。第13代OPBF東洋太平洋ミドル級王座。第15代OPBF東洋太平洋ミドル級王座。
アマチュア時代は韓国代表としてローマオリンピックに出場し、プロ転向後、韓国初の世界チャンピオンとなった。

## 来歴

### アマチュア時代
1939年に生まれ、アマチュア時代はウェルター級で活躍した。1960年にはウェルター級韓国代表としてローマオリンピックに出場する。しかし、2回戦でイタリアのニノ・ベンベヌチと当たり、敗れる。

### プロ時代

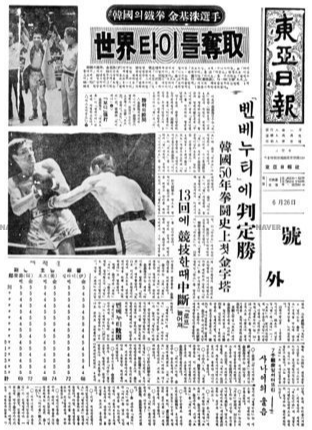
東亜日報号外

五輪出場後、1961年8月1日、ミドル級でプロデビューしその後、韓国ミドル級タイトルを獲得した。
1965年1月10日、東洋太平洋ボクシング連盟 (OPBF)ミドル級タイトルを獲得。同タイトルを3度防衛した後、階級をスーパーウェルター級に落とした。
1966年6月25日、ソウルでWBA・WBC世界スーパーウェルター級王者ニノ・ベンベヌチと対戦し15回判定勝ちを収め韓国初の世界王者となった。
1967年10月3日、フレディ・リトルを15回判定勝ちを収め2度目の防衛に成功した。
1968年5月26日、敵地イタリアでサンドロ・マジンギと対戦し、15回判定負けを喫し2度目の防衛に失敗し王座から陥落した。
1997年6月10日、肝癌の為死去。57歳没。

## 獲得タイトル

### 地域タイトル
- 韓国ミドル級王座
- 第13代OPBF東洋太平洋ミドル級王座（防衛5）
- 第15代OPBF東洋太平洋ミドル級王座（防衛0=返上）

### 世界タイトル
- WBC世界スーパーウェルター級王座（防衛2）
- WBA世界スーパーウェルター級王座（防衛2）